# Fronteira Quirguistão–Tajiquistão
A fronteira entre o Quirguistão e o Tajiquistão é uma linha muito sinuosa de 870 km de extensão que separa o oeste e o sul do Quirguistão do território do Tajiquistão, cuja forma (mapa) e traçado de fronteiras é extremamente irregular. Nesses 870 km estão incluídas as fronteiras tajiques com o duplo enclave quirguiz de Voruque, dentro do Tajiquistão.
A fronteira tripla Quirguistão-Tajiquistão-Uzbequistão fica no extremo leste da província tajique de Sughd (um Cabo de frigideira bem irregular), a mais setentrional  do país. Desse ponto a fronteira segue quase ao longo do paralelo 40º para o oeste por 200 km até próximo a cidade de Khujanj (Taj.). Daí vai para o sul por cerca de 50 km e depois volta-se para o leste, indo sinuosamente até a tríplice fronteira dos dois países com a República Popular da China (Xinjiang).
A fronteira principal passa pela cidade quirguiz de Daraut Kurgan e separa as províncias tajiques de Sughd e Karotegin das quirguizes de Batken, Osh, Jalal Abad.
Ambos países ficam na Ásia Central e são fizeram parte integrante tanto do Império Russo, como, mais tarde, da União Soviética. Em 1992, com a dissolução da URSS, ambas nações se tornam independentes, confirmando a antiga fronteira entre repúblicas soviéticas como, agora, divisa internacional.
Houve tensões na era pós-independência sobre a delimitação de fronteiras e o policiamento, e especialmente após uma incursão do Movimento Islâmico do Uzbequistão no Quirguistão vindo do território tadjique em 1999/2000. No momento, uma delimitação da fronteira está em andamento.
No entanto, entre abril-maio de 2021, eclodiu um confronto fronteiriço entre os dois países.